# Cvikov
Cvikov település Csehországban, Česká Lípa-i járásban. Cvikov Zákupy, Velký Valtinov, Sloup v Čechách, Svor, Velenice, Kunratice u Cvikova, Mařenice, Svojkov, Brniště és Radvanec településekkel határos. Lakosainak száma 4558 fő (2024. január 1.).

## Híres emberek
- Itt született Anton Günther osztrák filozófus és katolikus teológus (1783–1863)

## Népesség
A település lakosságának változását az alábbi diagram mutatja:
| Lakosok száma | 8271 | 8788 | 7365 | 4512 | 4518 | 4449 | 4427 | 4484 | 4479 | 4558 |
|               | 1869 | 1890 | 1921 | 1950 | 1980 | 2001 | 2017 | 2019 | 2022 | 2024 |